# Општина Миеркуреа Сибиулуј (Сибињ)
Миеркуреа Сибиулуј (рум. Miercurea Sibiului) општина је у Румунији у округу Сибињ.
Oпштина се налази на надморској висини од 418 m.